# Haim
Haim (wymawiane /haɪ-em/ – rym do „i am”) – pochodzący z Los Angeles zespół muzyczny, którego brzmienie najczęściej porównywane jest z Fleetwood Mac. Członkiniami zespołu są trzy siostry: Este Haim (ur. 1986 – gitara klasyczna, gitara basowa), Danielle Haim (ur. 1989 – gitara klasyczna, bębny) i Alana Haim (ur. 1991 – gitara klasyczna, perkusja, keyboard).

## Życiorys
Dziewczyny dorastały w San Fernando. W dzieciństwie występowały w rodzinnym zespole Rockinhaim stworzonym przez ich rodziców, Mordechaia (grającego na perkusji) i Donnę (grającą na gitarze). Danielle i Este należały do The Valli Girls, dziewczęcej grupy „inspirowanej Pat Benatar, Blondie, Gwen Stefani, The Pretenders, i Queen” z kontraktem w Columbia Records / Sony Records. Ich piosenka „Valli Nation” pojawiła się na ścieżce dźwiękowej 2005 Nickelodeon Kids' Choice Awards wspólnie z Avril Lavigne, Alicia Keys, Simple Plan, i Good Charlotte.
W 2006 r. siostry zdecydowały się na założenie własnego zespołu, grającego bardziej dojrzałe brzmienie. Od tamtej pory dziewczęta występowały na sporadycznych lokalnych koncertach. Este studiowała etnomuzykologię na UCLA, kończąc ją po dwóch latach (zamiast zwykłego cyklu pięciu lat). Danielle występowała m.in. z Julianem Casablancas z zespołu The Strokes i Cee Lo Greenem. Sukcesy Este i Danielle stały się przyczyną, dla której Haim zdecydowały się na poważniejszy rozwój zespołu. Po roku dołączyła do nich także najmłodsza Alana, wcześniej przebywająca w college’u.
Dziewczęta wspierały na koncertach artystów grających w różnych stylach muzycznych (Edward Sharpe and the Magnetic Zeros, The Henry Clay People, Kesha). Ich pierwszym wydawnictwem stała się składająca się z trzech piosenek EP zatytułowana Forever która ukazała się na ich stronie z możliwością darmowego pobrania dnia 10 lutego 2012. Haim podpisały kontrakt z Polydor Records w czerwcu 2012. W lipcu 2012 niezależna wytwórnia National Anthem wydała EP na płycie winylowej, z dodatkowym nagraniem – remiksem „Forever” autorstwa Dana Lissvika. W sierpniu tego roku dziewczyny towarzyszyły na trasie zespołowi Mumford & Sons. W październiku piosenka „Don’t Save Me” została zagrana w show Zane’a Lowe w BBC Radio 1, trafiając następnie do playlisty tej stacji. W grudniu 2012 siostry supportowały Florence and the Machine.
Debiutancki album Haim pod nazwą Days Are Gone został wydany wiosną 2013. Pierwszym singlem tego albumu jest nagranie zatytułowane „Falling”. Wśród producentów piosenek znaleźli się Paul Epworth i James Ford z Simian Mobile Disco. Magazyn NME przyznał „Forever” 4. miejsce w podsumowaniu najlepszych singli 2012 roku. 4 stycznia 2013 r. dziewczyny zostały laureatkami prestiżowej nagrody BBC Sound Of 2013, jako pierwszy zespół który otrzymał to wyróżnienie.
Nagranie „Forever” zostało użyte do zrealizowania wiosennej ramówki stacji telewizyjnej TVN w 2014 roku.
Drugi studyjny album „Something To Tell You” pojawił się 7 lipca 2017 roku. Z tego albumu okazały się dwa single „Want You Back” oraz „Little Of Your Love”.

## Dyskografia

### EP
- 2012: Forever
- 2012: iTunes Festival – London 2012

### Albumy studyjne
- 2013: Days Are Gone
- 2017: Something To Tell You
- 2020: Women in Music Pt. III

### Single
- 2012: „Don’t Save Me”, „Forever”
- 2013: „Falling”, „The Wire”
- 2014: „If I Could Change Your Mind”, „My Song 5"
- 2017: „Want You Back”, „Little Of Your Love”